# 罗伯特·迈斯纳
罗伯特·迈斯纳（1888年12月23日 - 1953年8月8日）是來自奧地利的軍事人物。
1908年8月18日，罗伯特·迈斯纳加入奥匈帝国军队，並參加第一次世界大战。战后，他继续在奥地利军队服役。德奥合并后，他加入德意志国防军。第二次世界大战期间他曾任第68步兵師師長參加沃羅涅日戰役以及高加索戰役並獲頒騎士鐵十字勳章。1945年5月5日，他被苏联紅軍俘虏，最終死在古拉格。蘇聯方面表示罗伯特·迈斯纳是因胃癌而死。